# Polica, Naklo
Polica je naselje v Občini Naklo.